# Lamminsaari (ö i Södra Karelen)
Lamminsaari är en ö i Finland. Den ligger i sjön Nevainlampi och i kommunen Luumäki i den ekonomiska regionen  Villmanstrands ekonomiska region  och landskapet Södra Karelen, i den södra delen av landet, 170 km nordost om huvudstaden Helsingfors. Öns area är 2,5 hektar och dess största längd är 220 meter i nord-sydlig riktning.